# The Tonight Show Starring Jimmy Fallon
The Tonight Show Starring Jimmy Fallon é um late-night talk show americano apresentado por Jimmy Fallon na rede NBC. É a sétima versão do programa mais antigo da NBC, a franquia The Tonight Show, sendo Fallon o seu sexto apresentador. O programa também conta com a presença do narrador, Steve Higgins, e a banda da casa, The Roots. The Tonight Show é produzido pela antigo produtor executivo do Daily Show, Josh Lieb e a produção executiva de Lorne Michaels. O programa é gravado no Estúdio 6B do Rockefeller Center, Nova Iorque.
O programa vai ao ar diariamente às noites, às 23:34 no horário oriental/atlântico dos Estados Unidos. O programa abre com o monologo típico de Jimmy Fallon, seguido por esquetes/jogo cômicos, concluindo com a entrevista com o convidado e uma atração musical. The Tonight Show Starring Jimmy Fallon tem atraído altos índices de audiência desde sua estreia em 2015, batendo consistentemente a concorrência. Além disso, muitos momentos do programa se tornaram vídeos virais. O programa foi nomeado para nove Prêmios Emmy do Primetime, vencendo dois.
Em 17 de maio de 2021, a NBC renovou o show por mais cinco anos, até 2026. Em 13 de junho de 2024, a emissora americana estendeu o contrato com Jimmy Fallon, que apresentará a atração até 2028.

## Antecedentes

### História
The Tonight Show estreou na NBC em 1954 como Tonight, apresentado por Steve Allen. Jack Paar apresentou o programa de 1957 a 1962, mas o apresentador mais famoso e que por mais tempo o apresentou foi Johnny Carson, que apresentou o programa por três décadas. Seguido da saída de Carson em 1992, "vastas quantidades de energia do cerebral, dinheiro e polegadas de colunas foram dedicados à questão de quem foi realmente o mais adequado para levar a franquia para a frente." A NBC escolheu o apresentador convidado interino Jay Leno, que assumiu o programa no mesmo ano. Um par de conflitos seguiu-se sobre a posse de 22 anos de Leno, ambos giram em torno dos apresentadores do Late Night, um programa que diretamente seguia o Tonight desde sua estreia em 1982. David Letterman sempre foi a principal escolha de Carson e deixado a rede acrimoniosamente em 1993, e a NBC tentou transitar o segundo apresentador do Late Night, Conan O'Brien, para suceder Leno em 2009, mas o plano falhou quando um programa do horário nobre noturno estrelando Leno conquistou baixa audiência, levando a um efeito dominó nos telejornais locais norturnos. Isso também fez com que o Tonight de O'Brien's tivesse baixa audiência. O'Brien deixou a emissora no ano seguinte, e Leno voltou a ser seu apresentador.
Jimmy Fallon, um ex-membro do elenco de Saturday Night Live, foi apontado como o terceiro apresentador do Late Night pelo produtor executivo Lorne Michaels em 2009. Fallon incorporou a internet muito mais do que em outros talk shows. Entre as próprias sensibilidades musicais de Fallon's e o recrutamento da banda do programa, a de hip-hop collective The Roots, a sua versão de Late Night "evoluiu para o mais profundamente musical dos programas de variedades musicais cômicos da TV", com esquetes em que ele parodia Neil Young e Bruce Springsteen, ternando-se um viral online. Coincidentemente, isso ocorreu durante o conflito do Tonight Show em que o programa de Fallon encontrou o seu equilíbrio. O programa, de acordo com a ex-colega de elenco de SNL de Fallon, Tina Fey, estabeleceu-se como "um programa incomumente caloroso, acolhedor". Em 2010, a revista New York complementou o "bom humor" de Fallon e notou sua melhora: "Na relativa segurança em sua faixa horária da 00:35, Fallon foi cultivando uma distinta, e refrescante, a estirpe de humor: a comédia de celebração ousada" "Em nossa mente, nós temos feito o Tonight Show […] Estamos apenas a uma hora mais tarde", disse Fallon.

## Exibição internacional
Na Alemanha, o programa vai ao ar às 23:00, Horário da Europa Central, do dia seguinte entre segunda e sexta-feira no EinsFestival. A primeira transmissão do programa aconteceu no dia 25 de janeiro de 2016. Incluí legendas em alemão.
Na Austrália, The Tonight Show estreou no canal The Comedy Channel em 18 de fevereiro de 2014 – indo ao ar no mesmo dia que a transmissão nos Estados Unidos. Também vai ao ar no sinal aberto pela ABC2 (diferentemente do The Comedy Channel que é um canal de televisão por assinatura) com atraso de dois dias, estreando em 24 de março de 2014. Em 21 de setembro de 2014, o canal The Comedy Channel deixou de exibir o The Tonight Show, fazendo da ABC2 a única emissora a transmitir o programa na Austrália. Começando em 2 de março de 2015, o programa voltou para a televisão por assinatura, dessa vez, entretante, sendo exibido pelo E! – sendo exibido poucas horas depois da transmissão americana, e um dia antes da transmissão atrasada do ABC2.
Na Bélgica, o programa vai ao ar com atraso de diversos dias pelo Vier à meia-noite, Horário da Europa Central, sempre de segunda a sexta-feira, e às 23:05, Horário da Europa Central, todos os domingos. A primeira transmissão do programa aconteceu no dia 12 de outubro de 2015.
No Brasil, o programa foi exibido no canal de televisão por assinatura GNT, estreando em 24 de fevereiro de 2014 com o título The Tonight Show com Jimmy Fallon. O GNT transmitia o programa a uma da manhã, com legendas em português. A exibição do programa seguiu até setembro de 2017, quando o GNT não chegou a um acordo com a NBC, que não permitiu que o canal hospedasse os episódios do Tonight Show em sua plataforma de vídeos sob demanda e pelo atraso de uma semana em relação a exibição nos Estados Unidos, sendo que os vídeos da atração chegavam primeiro ao público brasileiro através do YouTube.
No Canadá, The Tonight Show vai ao ar no CTV Two, transmitindo simultaneamente com a NBC.
Nas Filipinas, o canal CT exibe o programa.
Na Nova Zelândia, The Tonight Show vai ao ar no Prime.
Em Portugal, The Tonight Show vai ao ar no canal de televisão por assinatura SIC Radical de segunda a sexta-feira às onze da noite.
No Sul da Ásia, The Tonight Show vai ao ar no Comedy Central India no mesmo dia que a NBC.
No Sudeste da Ásia (incluindo o Sri Lanka), The Tonight Show vai ao ar no CNBC Asia com edições back-to-back do show nos finais de semana ,e no E! Asia em 12 horas após os Estados Undos.
No Reino Unidos, o programa vai ao ar em uma versão reduzida de 30 minutos no CNBC Europe às 23:00 no GMT, sendo exibido com programa de atraso em relação a NBC. Uma seleção dos melhores episódios são exibidos aos sábados e domingos das 21:00 em um formato de 45 minutos.
Em França, o programa é exibido desde 5 de setembro de 2016 de segunda a sexta às 18h15 (hora de Paris) no Canal+.